# Augenfibel

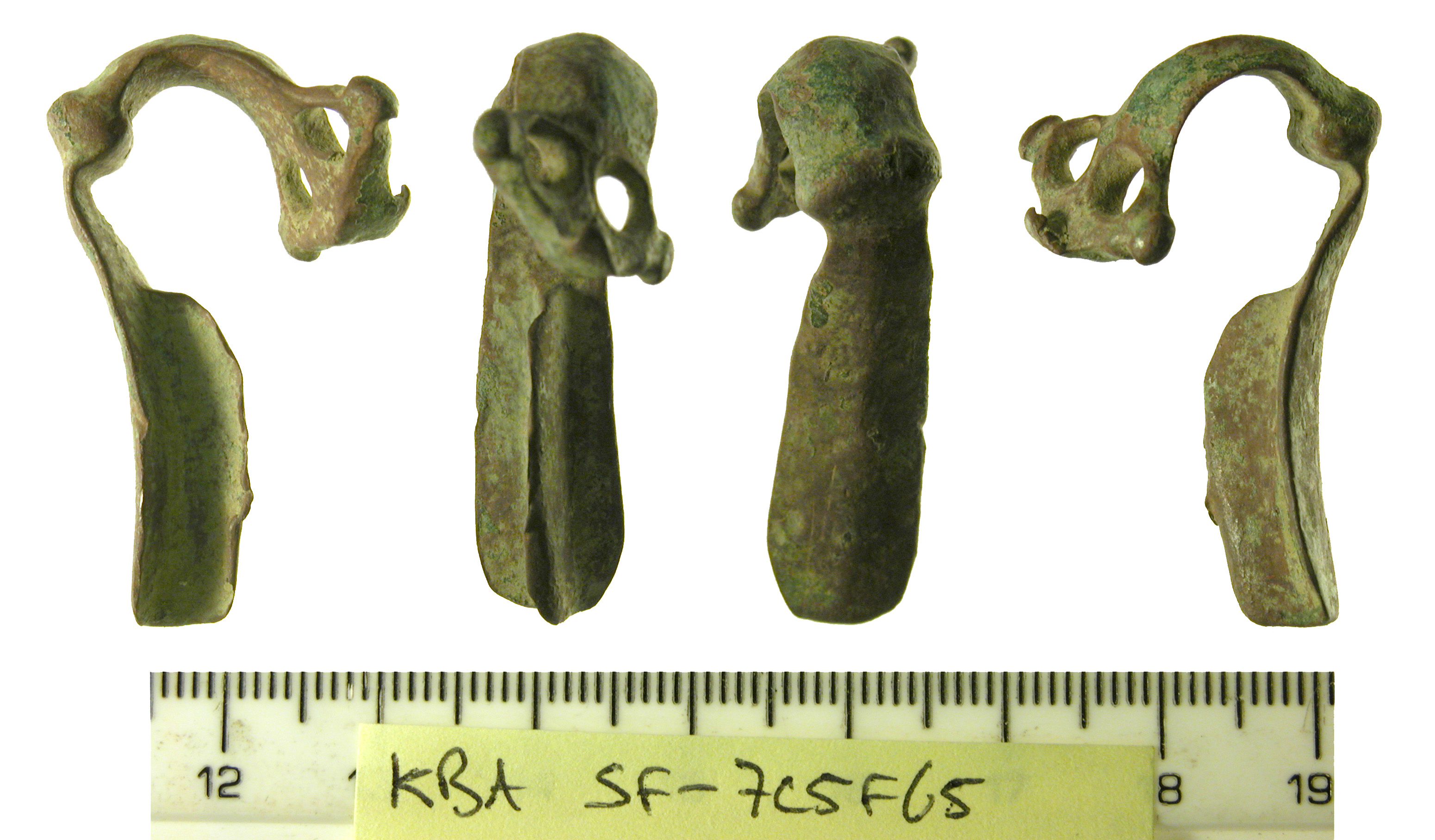
Unverzierte Augenfibel – Spiralfeder und Nadel fehlen, die Befestigungen der Spirale sind unter den „Augen“ sichtbar

Die Augenfibel ist eine Gewandspange zum Zusammenhalten der Kleidung, die in der frühen Römischen Kaiserzeit in Gebrauch war. Die Benennung dieser Fibel ergibt sich aus zwei Bohrungen am Kopfende, die wie Augen wirken können.

## Beschreibung
Die Fibel besitzt einen gleichmäßig breiten, bandförmigen Bügel ungefähr in S-Form. An der Stelle, wo der konkave Teil des Bügels in den konvexen übergeht, befindet sich häufig eine knotenartige Verdickung. Am Fußende des Bügels befindet sich sehr häufig eine winkelförmige Ritzung, als weitere Verzierung treten mitunter Linien entlang des Randes oder der Mittelachse des Bügels auf. Am Kopfende verbreitert sich der Bügel zu einer Platte, in welche die beiden „Augen“ eingebohrt sind. Mitunter sind diese auch nur als Ritzungen angedeutet. Unterhalb dieser Augen ist als Schließmechanismus eine Spiralfeder mit sechs oder acht Windungen befestigt, die die Nadel an ihrem Platz hielt. Der Nadelhalter am Fußende der Fibel ist meist trapezförmig und unverziert.
Die Augenfibel war während der Anfangsphase der römischen Kaiserzeit, d. h. des ersten Jahrhunderts nach Christus, ein typischer Trachtbestandteil in weiten Teilen Mittel- und Nordeuropas.